# Kriegers Liebchen
Kriegers Liebchen ist eine Polka-Mazur von Johann Strauss Sohn (op. 379). Das Werk wurde am 7. Oktober 1877 im  Konzertsaal des Wiener Musikvereins erstmals aufgeführt.

## Einzelnachweis
1. ↑  Quelle: Englische Version des Booklets (Seite 28) in der 52 CDs umfassenden Gesamtausgabe der Orchesterwerke von Johann Strauß (Sohn), Hrsg. Naxos (Label). Das Werk ist als elfter Titel auf der 7. CD zu hören.